# بي إم دبليو اكس 5 (اي 53)
سيارة بي إم دبليو أي 53 (بالإنجليزية: BMW E53)‏ هي الجيل الأول من السيارات الرياضيّة الفاخرة متوسطة الحجم من بي إم دبليو أكس 5 (بالإنجليزية: BMW X5)‏ . كانت السيارة أول سيارة رياضية تنتجها بي إم دبليو (بالإنجليزية: BMW)‏ على الإطلاق. تم إنتاجه بين عامي 1999 و 2006  وتم استبدالها بـ أي 70 أكس 5 (بالإنجليزية: E70 X5)‏.